# GeForce 700
GeForce 700 je serija grafičkih kartica proizvedena od strane NVIDIA-е, za korišćenje u desktop i laptop računarima. Zasnovana je na Kepler mikroarhitekturi (GK čipovi) korišćene u ranijoj GeForce 600 seriji, ali je takođe sadržala karte zasnovane na prethodnoj Fermi (GF) i Maxwell (GM) arhitekturi. Deo čipova serije GeForce 700 je izbačen i za mobilne uređaje u aprilu 2013. GeForce 700 serija je izašla u maju 2013-te, počevši sa GeForce GTX Titan karticom krajem februara 2013 i GeForce GTX 780 krajem maja 2013-te. 
GTX Titan serija predstavlja četrnaestu iteraciju u dizajnu i važe za jedne od najačih grafičkih kartica predviđenih potrošačkom tržištu do 2016-te godine. Uprkos svojoj moći, kartica nije zaživela među potrošačima zbog relativno visoke cene (1000 $).

## Titan
U septembru 2010-te godine, NVIDIA je najavila da će naslednik Fermi mikroarhitekturi biti Kepler mikroarhitektura sa TSMC 28 nm procesom proizvodnje. Nedavno pre toga, NVIDIA je potpisala ugovor da snabdeva svoja GK110 jezgra za upotrbu u Titan superkompjuteru, što je dovelo do manjka GK110 jezgara. 
Nakon što je ATI izbacio svoju novu seriju kartica Radeon HD 7000, NVIDIA je najavila svoju novu seriju 600 u martu 2012.
U narednim mesecima NVIDIA je izbacila GTX 660 Ti zasnovanu na oslabljenom GK104 jezgru, GTX 660 i GTX 650 zasnovane na GK106 jezgru i GTX 650 i GT 640 zasnovane na GK107 jezgru. U februaru 2013 godine, jedanaest meseci nakon što su izbacili seriju 600, NVIDIA je najavila novu kartu zasnovanu na GK110 jezgru, pod nazivom GeForce GTX TITAN, nazvanu po Titan superkompjuteru u kome su se jezgra prvobitno koristila. Sa 2688 CUDA jezgara, lako je nadmašila prethodne vrhunske karte kao što su GTX 680 sa 1536 CUDA jezgara i Radeon HD 7970 sa 2048 CUDA jezgara, za 60-70% u proseku, skoro parirajući performansi dve GTX 680 koje rade zajedno. Takođe je imala 6 GB memorije što je dva puta više od Radeon HD 7970 a tri puta od GTX 680. Titan je takođe zadržao pune mogućnosti Kepler arhitekture koje su generalno oslabljene na GeForce kartama i samo potpuno dostupne na Quadro i Tesla karticama. Uparena je sa naprednim hlađenjem koji je ujedno tih i efikasan u hlađenju karte, uprkos visokoj potrošnji GK110 jezgara.

## NVIDIA Titan Black
Tačno godinu dana nakon izlaska GTX Titan grafičke kartice, NVIDIA izbacije unapređenu verziju pod nazivom GTX Titan BLACK. Razlike između Titan BLACK i originala, iako male, pomažu ovoj novoj verziji da prevaziđe GTX 780 Ti, koja je do tada oborila originalni Titan. Sa unapređenim brojem CUDA jezgara na 2880, 240 teksturnih jedinica, osnovnim radnim taktom od 889 MHz i 6GB memorije, GTX Titan BLACK praktično predstavlja GTX 780 Ti karticu sa dodatnih 3 GB memorije. Cena kartice je na dan izlaska bila ista kao i cena originalnog Titan-a, što je ponovo dovelo do slabe prodaje.

## NVIDIA Titan Z
Samo mesec dana nakon izlaska Titan BLACK kartice, NVIDIA je izbacila novu karticu GTX Titan Z. Zahvaljujući duo-jezgričnoj GK110 arhitekturi, kartica je u skoro svakom pogledu bolja od svog prethodnika. Uprkos tome, loše je primljena među potrošačima zato što nije mogla da se takmiči sa konkurencijom. Naime AMD je u to vreme izbacio svoju novu karticu R9 295X2, koja je za upola cene davala vidljivo bolje rezultate. NVIDIA je vremenom krenula da spusta cenu Titan Z kartice, ali joj ni to nije pomoglo da pobedi AMD. Kartica je toliko loše prihvaćena, da čak i u trenutku kada je cena R9 295X2 i Titan Z kartica bila ista, potrošači su se i dalje opredeljivali za R9 295X2 ili čak prethodnim verzijama GTX kartica.

## NVIDIA Titan X
U martu 2015-te, godinu dana nakon neuspele Titan Z kartice, NVIDIA je najavila Titan X. Kartica se, za razliku od svojih prethodnika nalazi u GeForce 900 seriji, koja koristi Maxwell mikroarhitekturu za razliku od Kepler mikroarhitekture korišćene do tada. Maxwell arhitektura dozvoljava veće performanse kartica za manje snage. Sa 3072 CUDA jezgra, 192 teksturne jedinice, 12GB DDR5 memorije i radnim taktom od 1000 MHz, ova kartica je u vreme svog izlaska, prevazišla svaku drugu karticu do tada na tržištu. Titan Z je takođe prva NVIDIA kartica koja koristi GM200 jezgro. Kartica je prevazišla sva očekivanja kritika i publike. 

## Specifikacije
| Model                   | Datum lansiranja | Kodni broj | Fab (nm) | Tranzistori (Million) | Die size (mm²) | Bus interfejs | Core config    | Clock speeds          | Clock speeds           | Clock speeds    | Stepen ispunjivanja | Stepen ispunjivanja | Memorija       | Memorija     | Memorija | Memorija         | API podrška (verzija) | API podrška (verzija) | API podrška (verzija) | Moć procesuiranja (GFLOPS) | Moć procesuiranja (GFLOPS) | TDP (wati) | SLI podrška      | Originalna prodajna cena (USD) |
| Model                   | Datum lansiranja | Kodni broj | Fab (nm) | Tranzistori (Million) | Die size (mm²) | Bus interfejs | Core config    | Base core clock (MHz) | Boost core clock (MHz) | Memorija (MT/s) | Pixel (GP/s)        | Texture (GT/s)3     | Veličina (MiB) | Opseg (GB/s) | Bus tip  | Bus širina (bit) | DirectX               | OpenGL                | OpenCL                | Single precision           | Double precision           | TDP (wati) | SLI podrška      | Originalna prodajna cena (USD) |
| ----------------------- | ---------------- | ---------- | -------- | --------------------- | -------------- | ------------- | -------------- | --------------------- | ---------------------- | --------------- | ------------------- | ------------------- | -------------- | ------------ | -------- | ---------------- | --------------------- | --------------------- | --------------------- | -------------------------- | -------------------------- | ---------- | ---------------- | ------------------------------ |
| GeForce GTX Titan       | 19 Februar,2013  | GK110      | 28       | 7080                  | 561            | PCIe 3.0 x16  | 2688:224:48    | 837                   | 876                    | 6008            | 40.2                | 188                 | 6144           | 288          | GDDR5    | 384              | 11.0                  | 4.5                   | 1.2                   | 4500                       | 1500                       | 250        | 4-way            | $999                           |
| GeForce GTX Titan Black | 18 Februar, 2014 | GK110      | 28       | 7080                  | 561            | PCIe 3.0 x16  | 2880:240:48    | 889                   | 980                    | 7000            | 42.7                | 213                 | 6144           | 336          | GDDR5    | 384              | 11.0                  | 4.5                   | 1.2                   | 5121                       | 1707                       | 250        | 4-way            | $999                           |
| GeForce GTX Titan Z     | 25. Mart, 2014   | 2× GK110   | 28       | 2× 7080               | 2× 561         | PCIe 3.0 x16  | 2× 2880:240:48 | 705                   | 876                    | 7000            | 2× 33.8             | 2× 169              | 2× 6144        | 2× 336       | GDDR5    | 2× 384           | 11.0                  | 4.5                   | 1.2                   | 8122                       | 2707                       | 375        | 4-way on 2 cards | $2999                          |
| GeForce GTX Titan X     | 17. Mart, 2015   | GM200      | 28       | 8000                  | 601            | PCIe 3.0 x16  | 3072:192:96    | 1000                  | 1089                   | 7010            | 96                  | 192                 | 12288          | 336          | GDDR5    | 384              | 12.0                  | 4.5                   | 1.2                   | 6144                       | 192                        | 250        | 4-way            | $999                           |